# Ciceron
Ciceron ist ein Ort im Quarter (Distrikt) Castries an der Westküste des Inselstaates St. Lucia in der Karibik. 

## Geographie
Der Ort mit der Siedlung Monkey Town Ciceron ist ein südlicher Vorort der Hauptstadt Castries. Er liegt oberhalb der Bucht des Flusses Cul de Sac, gegenüber der zentralen Ölverladestation von St. Lucia. Im Osten schließen sich die Siedlungen The Morne und Goodlands an und im Süden der nach dem Fluss benannte Ort Cul de Sac.
Der Ort ist nach dem Ciceron Point (ceb) am Ausgang der Bucht benannt.